# Herb Rawy Mazowieckiej
Herb Rawy Mazowieckiej – jeden z symboli miasta Rawa Mazowiecka w postaci herbu.

## Wygląd i symbolika
Herb przedstawia w polu czerwonym mur forteczny blankowany srebrny, z otwartą bramą i trzema wieżami, także blankowane, każda z jednym oknem, nakryte potrójnymi niebieskimi daszkami. 

## Historia
Motyw herbowy znany jest z pieczęci miejskiej odciśniętej na dokumencie z 1418 roku. Poprzednio używana wersja herbu nie posiadała złotej obwódki oraz miała pojedyncze daszki na wieżach.